# Stenia metasialis
Stenia metasialis là một loài bướm đêm trong họ Crambidae.